# Quicksands (film 1923)

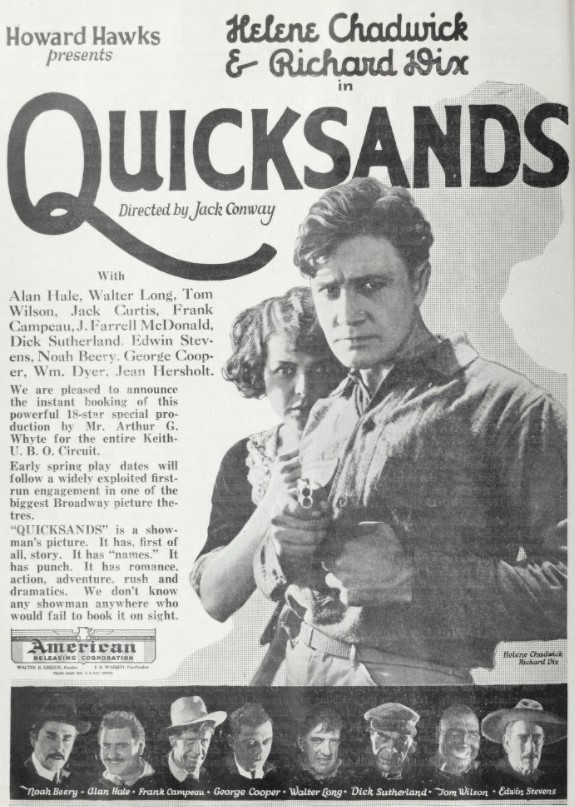
Pubblicità per Quicksands, apparsa nel quotidiano The Film Daily del 25 marzo 1923

Quicksands è un film muto del 1923 diretto da Jack Conway su un soggetto di Howard Hawks che appare anche come produttore della pellicola. Aiuto regista, Oliver Hardy che, non accreditato, appare anche come sceneggiatore.

## Produzione
Le riprese del film, prodotto dalla Agfar Corporation con il titolo di lavorazione Boots and Saddles, iniziarono a metà agosto 1922.

## Distribuzione
Il copyright del film, richiesto dalla Agfar Corp., fu registrato il 21 maggio 1927 con il numero LP24011.
Distribuito dalla American Releasing Co., il film uscì nelle sale degli Stati Uniti il 28 febbraio 1923. Ne fu fatta una riedizione, distribuita dalla Paramount Pictures il 21 maggio 1927.